# Aivva Uppström
Aivva Astrid Wilhelmina Uppström, född 29 december 1881 i Hedvig Eleonora församling i Stockholm, död 30 november 1971 i Engelbrekts församling i  Stockholm, var en svensk författare.

## Biografi
Aivva Uppström var dotter till häradshövdingen Wilhelm Uppström och Wilhelmina Gerbing från Greifswald och studerade vid Statens normalskola för flickor och Högre lärarinneseminariet i Stockholm. Uppström tjänstgjorde som lärare vid Atenum för flickor 1903–1921.
Debuten som romanförfattare skedde 1914 med en prisbelönad roman och därpå följde fyra romaner med historiska motiv, som utkom mellan 1916 och 1936. Hon var även medarbetare med artiklar i tidningar och tidskrifter.
Uppström var ledamot av styrelsen för Svenska kvinnoföreningen för fosterlandets försvar i flera decennier, liksom medlem av den beslutande församlingen i Svenska Kvinnors Nationalförbund. Hon är begravd på Norra begravningsplatsen utanför Stockholm.